# Catoxophylla
Catoxophylla is een geslacht van vlinders uit de familie van de Houtboorders (Cossidae). De wetenschappelijke naam is voor het eerst gepubliceerd in 1945 door Alfred Jefferis Turner.
Dit geslacht is monotypisch, dat wil zeggen dat het maar één soort heeft namelijk Catoxophylla cyanauges Turner, 1945 uit Australië.